# Tomaspil
Tomaspil (ukránul: Томашпіль) városi jellegű település Ukrajna Vinnicjai területén. A Tomaspili járás székhelye.  Podóliában, a Ruszava-folyó mentén fekszik. Becsült lakossága 2005-ben 5495 fő volt. Gazdaságára a könnyűipar és az élelmiszeripar jellemző. A településen cukorgyár működik.
1. ↑  Ukrán Statisztikai Hivatal: Чисельність наявного населення України на 1 січня 2018 року (ukrán nyelven). Number of Present Population of Ukraine, as of January 1, 2018 . Ukrán Statisztikai Hivatal, 2018. június 11. (Hozzáférés: 2019. június 14.)